# Salix polaris
Espèce
Le Saule polaire, Salix polaris, est une espèce de plantes à fleurs de la famille des Salicacées. Il est présent dans la toundra arctique et les montagnes subarctiques.

## Description

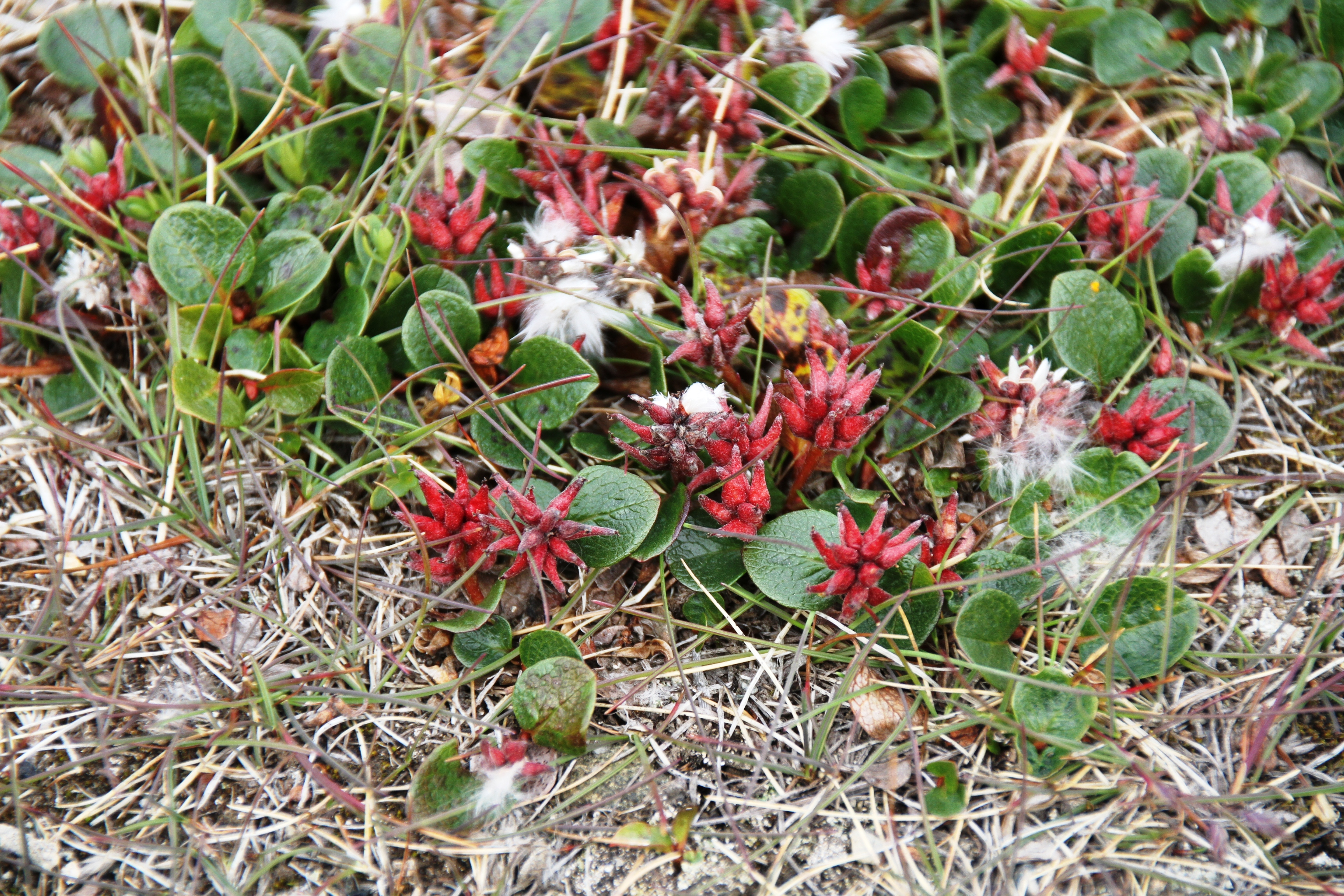
Fructification duveteuse.

C'est un des plus petits saules au niveau de la planète. C'est un arbre prostré, nain et rampant, de seulement 2 à 9 cm de haut. Ses branches rhizomateuses se propagent dans les couches supérieures du sol. Les feuilles sont rondes ovales, de 5 à 32 mm de long et 8 à 18 mm de large, de couleur vert sombre et sont entièrement marginées. Les fleurs sont groupées en courts chatons. Le fruit est une capsule brunâtre. Les enracinements colonisent les environs composés de mousses et de lichens. Ils s'agglomèrent et se renforcent mutuellement pour résister au vent. L'espèce prospère aussi bien dans les espaces ouverts composés de gravier que dans les secteurs à végétation fermée,,,.
Du sud de l'Europe au sud de l'Angleterre, dans les Alpes et les Carpates, des fossiles de l'espèce sont retrouvés datant des âges de glace du Pléistocène.
L'espèce a aussi été signalée en Arizona mais n'a pas été acceptée par l'USDA.